# Kämpersvik

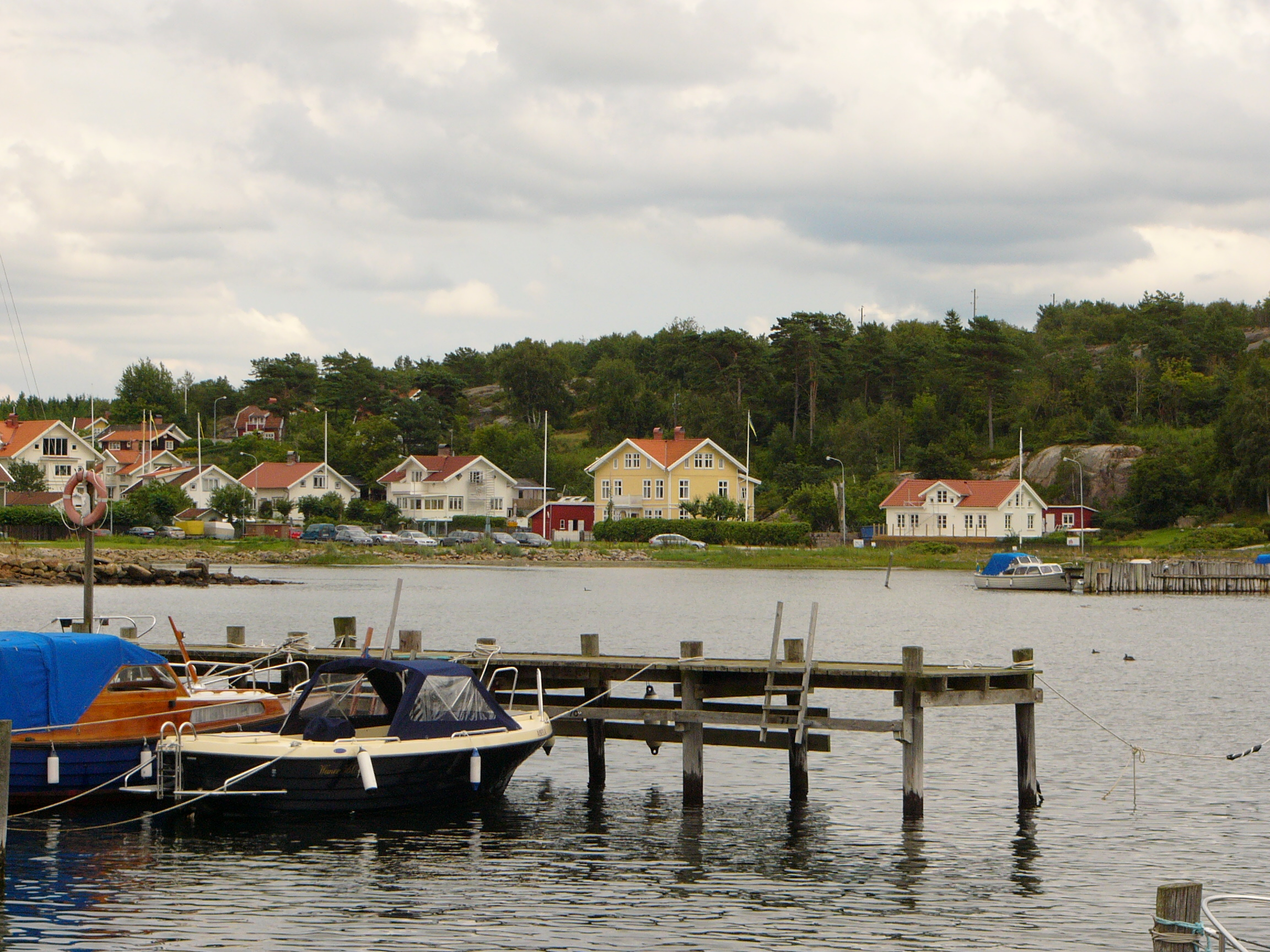
Inre delen av Kämperöds vik och centrala Kämpersvik.

Kämpersvik är en småort i Tanums kommun i Bohuslän och Västra Götalands län.
Kämpersvik ligger i det inre av Kämperöds vik, några km söder om Grebbestad, längs landvägen eller inre vattenvägen mot Fjällbacka.

## Historik
På en 1600-talskarta hittar man ett kvarntecken i det inre av viken. Namnen Kvarnestrand och Kvarnbacken finns ännu kvar på platser på vikens inre norra sida. På 1700-talet har bostadsbebyggelse tillkommit kring viken. Ett litet fiskarsamhälle började växa fram. Vid sekelskiftet mellan 1800- och 1900-tal startade en expansiv period av tillväxande stenindustri. År 1930 var 200 stenhuggare verksamma i Kämpersvik.

## Samhället
Kämpersvik är ett samhälle som i huvudsak lever upp under sommaren, men ännu finns några fiskebåtar kvar.
Småbåtshamnen i Kämpersvik används flitigt av fritidsboende för förbindelse med de närliggande öarna. Hamnen ägs av fastighetsbolaget Lunneplan och har ett hundratal båtplatser.
Efter skylten "Här slutar allmän väg" hittar man hopptornet och badplatsen. Utflödet från Ejgdetjärnet nordöst om samhället har dämts upp och det gamla tjärnet har återskapats

## Personer med anknytning till orten
Torsten Jansson, Marcus Carlsson och Percy Barnevik har sina sommarbostäder i Kämpersvik.